# مطار فيشي شارماي
مطار فيشي شارماي (إياتا: V • ايكاو: LFLV) هو مطار يقع في شارماي، ويبعد مسافة 5 كلم من وسط مدينة فيشي.
وتغطي مساحته 130 هكتار، له مدرج طويل طوله 2200 متر وعرضه 45 متر ويسمح بوصول أي طائرة مدنية أو عسكرية كبيرة. في 9 سبتمبر 1983 أدت الكونكورد رحلة إلى هذا المطار . يوجد في هذا المطار نادي للطيران كما أنها تستضيف العديد من الطائرات الخاصة، لا يوجد حاليا أي شركات طيران تجارية تتعامل مع المطار حاليا.
يقوم المطار بعشرات المسابقات الرياضية (القفز بالمظلات، مسابقة فرنسا للطيران...).

## إحصائيات
| حركية المطار          | 2006   | 2007   | 2008   | 2009   | 2010   | 10/09   | 10/06   |
| --------------------- | ------ | ------ | ------ | ------ | ------ | ------- | ------- |
| الحركة التجارية       | 62     | 90     | 48     | 24     | 0      | -10 %   | -10 %   |
| الحركة الغير التجارية | 15 026 | 14 427 | 12 554 | 13 249 | 11 895 | -10.2 % | -5.7 %  |
| محلي                  | 11 341 | 9 804  | 8 918  | 9 582  | 9 966  | 4 %     | -3.2 %  |
| السفر                 | 3 685  | 4 623  | 3 636  | 3 667  | 1 929  | -47.4 % | -14.9 % |
| المجموع               | 15 088 | 14 517 | 12 602 | 13 273 | 11 895 | -10.4 % | -5.8 %  |

| الرحلات الجوية التجارية | 2006 | 2007 | 2008 | 2009 | 2010 | 10/09 | 10/06 |
| ----------------------- | ---- | ---- | ---- | ---- | ---- | ----- | ----- |
| الركاب المحليين         | 267  | 426  | 221  | 92   | 0    | ...   | ...   |
| > الركاب الدوليين       | 31   | 0    | 0    | 47   | 0    | ...   | ...   |
| > ركاب من داخل الوطن    | 236  | 426  | 221  | 45   | 0    | ...   | ...   |
| العبور                  | 4    | 0    | 0    | 0    | 0    | ...   | ...   |
| المجموع                 | 271  | 426  | 221  | 92   | 0    | ...   | ...   |

## المستقبل
في مشروع متروبوليتان لفيشي فال أليي (إقليم فرنسي) 2001 - 2008 - 2014، قد تقرر أن يوسع المطار ويصبح مطار سياحي يقصده السياح وتعمل به شركات الطيران المدني ووكالات الأسفار:"" وجهة نظر مثيرة للاهتمام إلى المطار وهو أن نبحث عن تكاليف تشغيل منخفضة للغاية (وخاصة من الناحية السياحية). بصورة أعم، ينبغي إجراء دراسة جنبا إلى جنب مع مطارات إقليمية ويجب علينا أن نجد اتصال أسرع بين فيشي وأولنا (مدينة فرنسية) على سبيل المثال. في غضون ذلك، من الضروري التأكد من أن الأنشطة الموقعة تتفق أيضا مع محيطها الطبيعي.""